# Гренадерська гвардія
Гренадерська гвардія (GREN GDS) — найстарший піхотний полк британської армії, що стоїть на чолі піхотного порядку старшинства. Він веде свою історію з 1656 року, коли в Брюгге був створений полк лорда Вентворта для захисту вигнаного Карла II. У 1665 році цей полк був об'єднаний з полком гвардії Джона Рассела і утворив нинішній полк, відомий як 1-й полк пішої гвардії. З тих пір полк виконує як церемоніальну та захисну, так і оперативну роль. У 1900 році полк надав офіцерські кадри особового складу для формування Ірландської гвардії, а пізніше, у 1915 році, він також став основою Валлійської гвардії після її формування.
Рання історія полку свідчить про його участь у численних конфліктах, включаючи війну за іспанську спадщину, війну за австрійську спадщину, Семирічну війну та Наполеонівські війни. Наприкінці цього періоду полку було присвоєно звання «Гренадерський» королівською прокламацією. Протягом Вікторіанської епохи полк брав участь у Кримській війні, англо-єгипетській війні, Махдістській війні та Другій англо-бурській війні.
Під час Першої світової війни гренадерська гвардія була розширена з трьох батальйонів до п'яти, з яких чотири служили на Західному фронті, а пізніше під час Другої світової війни було сформовано шість батальйонів, і кілька з них були перетворені на бронетанкові підрозділи в складі Гвардійської бронетанкової дивізії. Ці підрозділи воювали у Франції, Північно-Західній Європі, Північній Африці та Італії.
Після Другої світової війни полк був скорочений спочатку до трьох батальйонів, потім до двох і, нарешті, до одного батальйону в середині 1990-х років. Основні розгортання в цей час включали операції в Палестині, Малайї, на Кіпрі, Північна Ірландія, війні в Перській затоці, Афганістані та Іраку.

## Історія

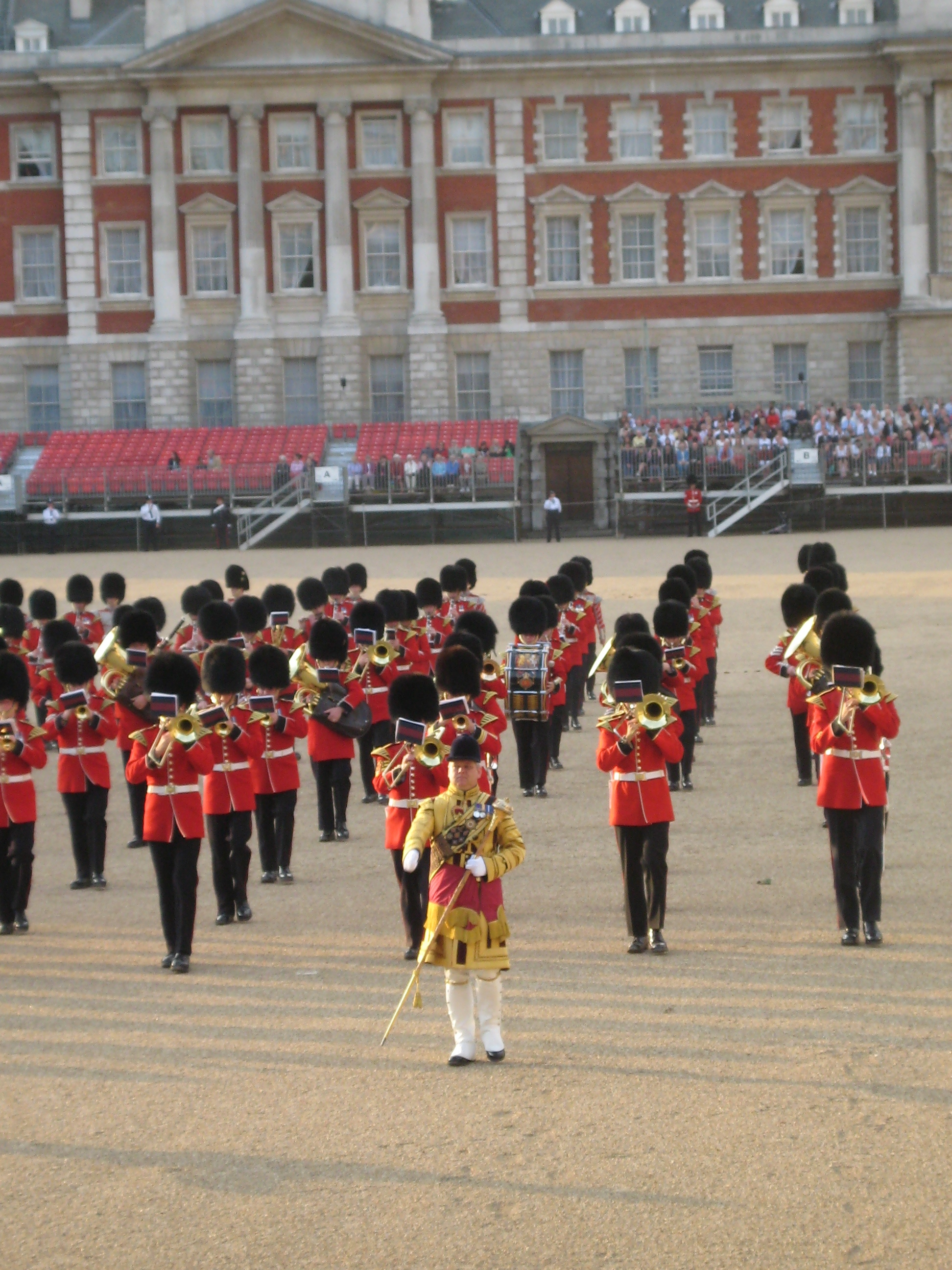
Полковий оркестр

Гренадерська гвардія веде свою історію з 1656 року, коли полк лорда Вентворта був сформований з джентльменів Почесної артилерійської роти тодішнім спадкоємцем престолу принцом Чарльзом (пізніше король Карл II) у Брюгге, в Іспанських Нідерландах (нинішня Бельгія), де він входив до складу охорони короля-вигнанця. Через кілька років був сформований подібний полк, відомий як полк гвардії Джона Рассела. У 1665 році ці два полки були об'єднані та утворили 1-й полк пішої гвардії, що складався з 24 рот солдатів. Протягом 18-го століття полк брав участь у ряді кампаній, включаючи війну за іспанську спадщину, війну за австрійську спадщину та Семирічну війну. Наприкінці Наполеонівських воєн полк отримав назву «Гренадерський» у липні 1815 року після королівської прокламації.
Протягом Вікторіанської епохи полк брав участь у Кримській війні, брав участь у боях на річці Альма, Інкерман та Севастополь. За участь у Кримській війні чотири члени 3-го батальйону отримали Хрест Вікторії. Пізніше полк воював у Битва біля Тель-ель-Кебір під час англо-єгипетської війни 1882 року, а потім у Махдістській війні в Судан, як під час Суакінської експедиції 1885 року, так і в 1898 році в битві при Омдурмані. Під час Другої англо-бурської війни 2-й і 3-й батальйони були розгорнуті в Південній Африці, де брали участь у ряді битв, включаючи Битва при Моддер-Рівер та битву при Белмонті, а також у ряді менших операцій. У 1900 році сімдесят п'ять чоловік з полку були використані для формування четвертого гвардійського полку, відомого як Ірландська гвардія на честь ролі, яку ірландські полки відіграли в боях у Південній Африці.

### Перша світова війна

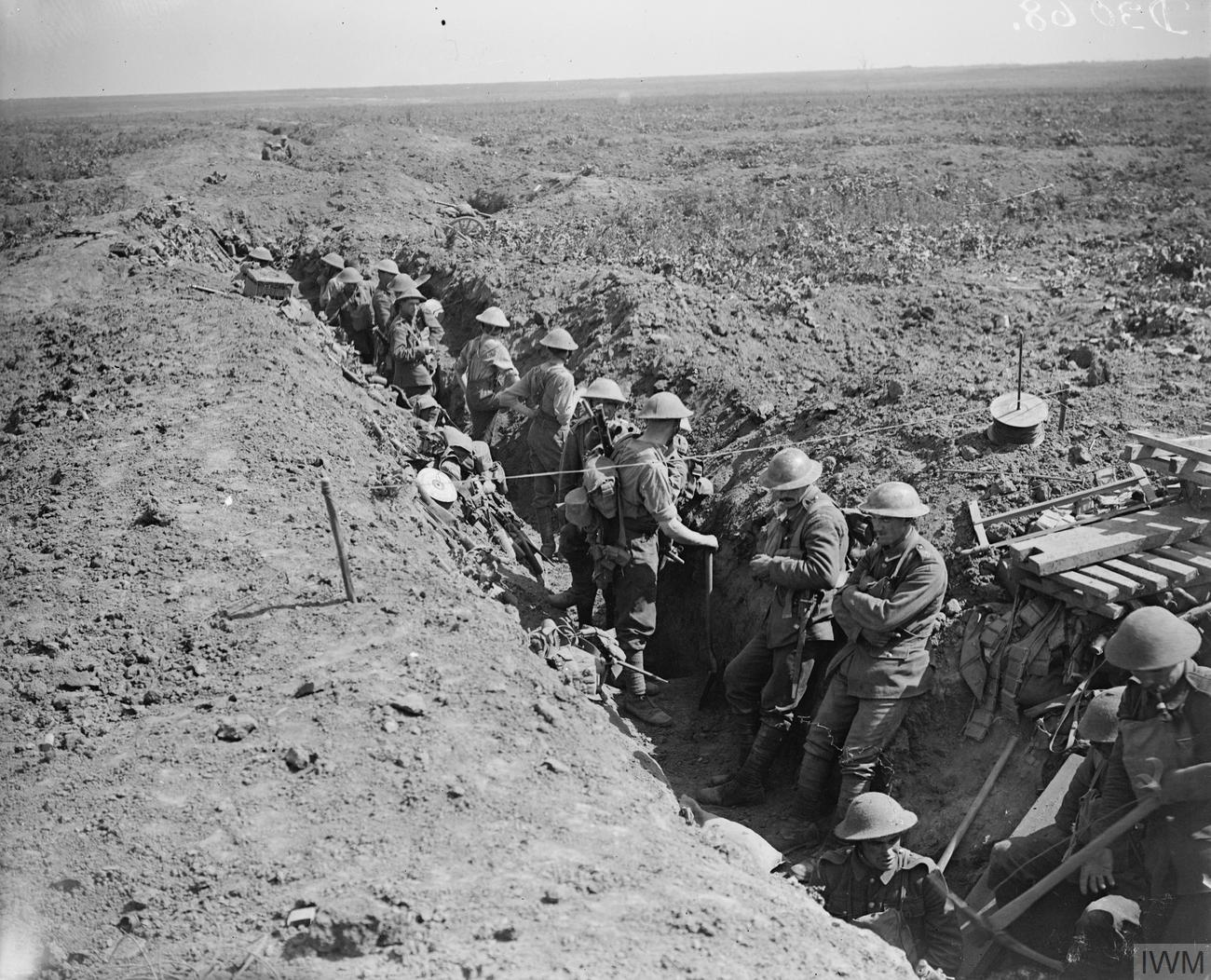
Стоденний наступ, серпень-листопад 1918 р. Атака на Муенвіль. Солдаті гренадерської гвардії закріплюють колишню німецьку другу лінію. Біля Курселя, Франція, 21 серпня 1918 р.

На момент початку Першої світової війни в серпні 1914 року полк складався з трьох батальйонів, а командиром полку був полковник Генрі Стрітфілд. З початком бойових дій полк сформував службовий батальйон, 4-й батальйон, і резервний батальйон, відомий як 5-й (резервний) батальйон, який використовувався для виконання церемоніальних обов'язків у Лондоні та Віндзорі під час війни. 2-й батальйон полку був відправлений до Франція в серпні,, а 1-й батальйон — до Бельгії в жовтні. Вони брали участь у початкових етапах бойових дій у період, відомий як «Біг до моря», під час якого вони брали значну участь у Першій битві під Іпром. У лютому 1915 року був сформований п'ятий гвардійський полк, відомий як Валлійська гвардія. На знак визнання значного внеску валлійців у гренадерську гвардію, полк передав п'ять офіцерів і 634 солдатів новоствореному підрозділу. Незабаром було отримано дозвіл на формування Гвардійської дивізії, дітища лорда Кітченера, і 18 серпня 1915 року дивізія почала існувати, складаючись з трьох бригад, кожна з чотирма батальйонами. Після цього чотири службові батальйони полку брали участь у ряді значних битв, включаючи Лоос, Соммі, Камбре, Аррас і Лінія Гінденбурга. Семеро членів полку отримали Хрест Вікторії під час війни.
Після перемир'я з Німеччиною в листопаді 1918 року полк повернувся до трьох батальйонів, які використовувалися в різних ролях, служачи вдома у Великій Британії, а також у Франції, Туреччині та Єгипті.

### Друга світова війна
Під час Другої світової війни полк був розширений до шести службових батальйонів, з повторним формуванням 4-го батальйону та створенням 5-го та 6-го батальйонів. Перша участь гренадерської гвардії у війні відбулася на ранніх етапах бойових дій, коли всі три регулярні батальйони були відправлені до Франції наприкінці 1939 року в складі Британського експедиційного корпусу (BEF). 1-й і 2-й батальйони служили в 7-й гвардійській бригаді, до складу якої також входив 1-й батальйон Холодної гвардії, і входили до складу 3-ї піхотної дивізії під командуванням генерал-майора Бернард Монтгомері. 3-й батальйон входив до 1-ї гвардійської бригади, що входила до складу 1-ї піхотної дивізії під командуванням генерал-майора Гарольд Александер. Коли BEF був відтіснений німецьким бліцкригом під час битв у Франції та Дюнкерку, ці батальйони відіграли значну роль у підтримці репутації британської армії під час відступу перед тим, як їх евакуювали з Дюнкерка. Після цього вони повернулися до Великої Британії, де виконували оборонні обов'язки в очікуванні можливого німецького вторгнення. З жовтня 1940 року по жовтень 1941 року полк сформував 4-й, 5-й і 6-й батальйони. Пізніше, влітку 1941 року, виникла необхідність збільшити кількість бронетанкових і моторизованих підрозділів у британській армії, і в результаті багато піхотних батальйонів були перетворені на бронетанкові полки; 2-й і 4-й батальйони були переозброєні танками, а 1-й батальйон був моторизований. 1-й і 2-й (бронетанкові) батальйони входили до складу 5-ї гвардійської бронетанкової бригади, що входила до складу Гвардійської бронетанкової дивізії, а 4-й батальйон входив до складу 6-ї гвардійської танкової бригади. Згодом вони брали участь у Північно-Західній Європі у 1944–45 роках, беручи участь у кількох операціях, включаючи Битва за Кан, зокрема в операції «Гудвуд», а також операції «Маркет-Гарден», битві за Арденни та операції «Верітейбл».

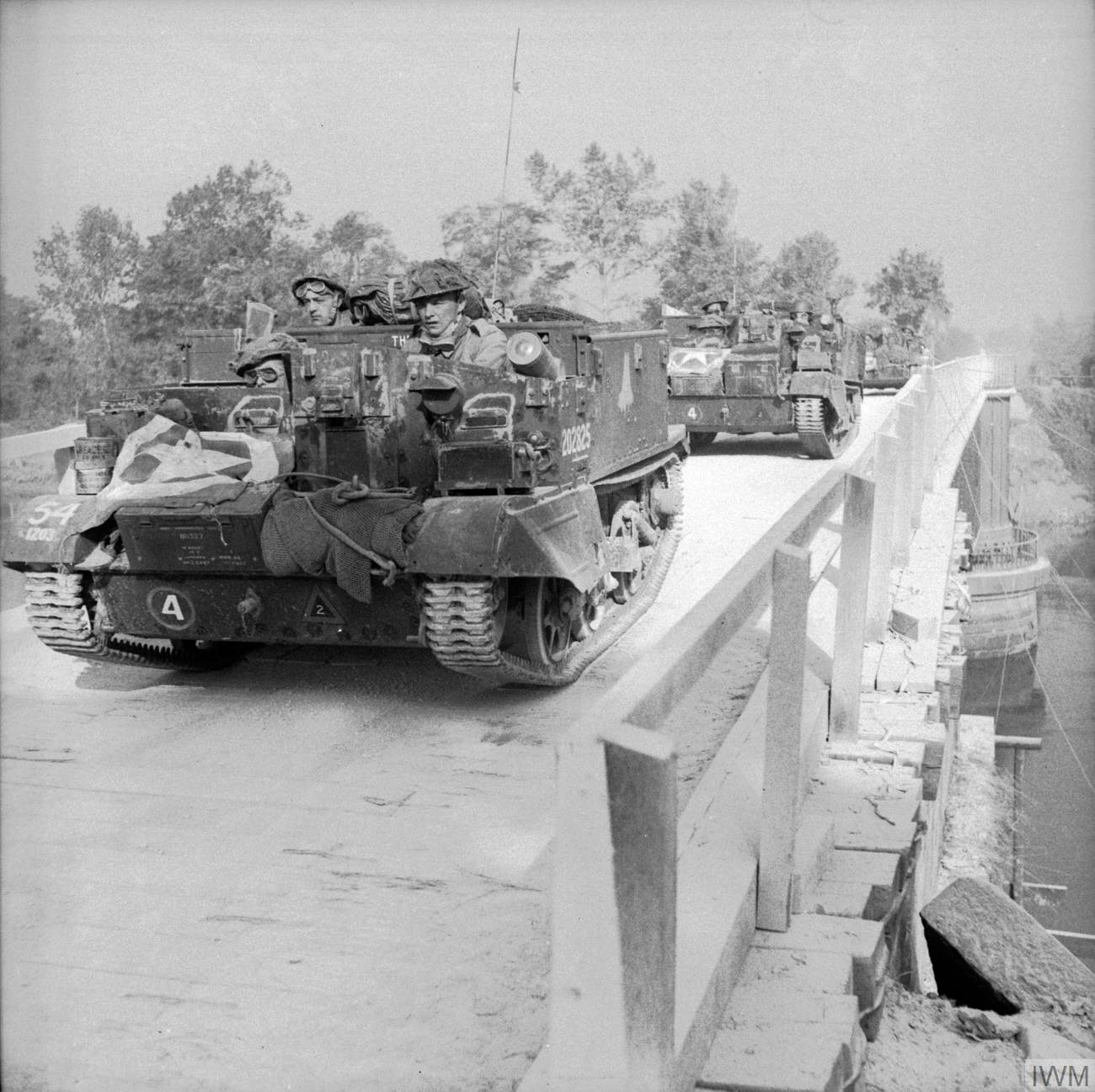
Універсальні транспортери 1-го батальйону гренадерської гвардії перетинають «міст Юстон», коли вони розгортаються для операції «Гудвуд», 18 липня 1944 року.

3-й, 5-й і 6-й батальйони брали участь у Північно-Африканській кампанії та на завершальних етапах Туніської кампанії під командуванням британської Першої армії, де вони брали участь у значних битвах у Меджаз-ель-Баб і вздовж Лінія Марет. Батальйони брали участь в Італійській кампанії в Салерно, Монте-Каміно, Анціо, Монте-Кассіно та вздовж Готської лінії. 3-й батальйон, який все ще перебував у складі 1-ї гвардійської бригади, був приєднаний до 78-ї піхотної дивізії на два місяці в Тунісі, доки його не замінила 38-а (ірландська) бригада, і став частиною 6-ї бронетанкової дивізії, де він залишався до кінця війни. 5-й батальйон входив до складу 24-ї гвардійської бригади та служив у складі 1-ї дивізії під час Анціоської битви. Після нищівних втрат бригада була замінена в березні 1944 року . 6-й батальйон служив у складі 22-а гвардійська бригада, пізніше перейменованої на 201-шу гвардійську моторизовану бригаду, до кінця 1944 року, коли батальйон був розформований через гостру нестачу гвардійських поповнень. Протягом конфлікту двоє солдатів полку були нагороджені Хрест Вікторії. Ними були капрал Гаррі Ніколлс з 3-го батальйону під час Дюнкерка та майор Вільям Сідні з 5-го батальйону під час Анціо в березні 1944 року.

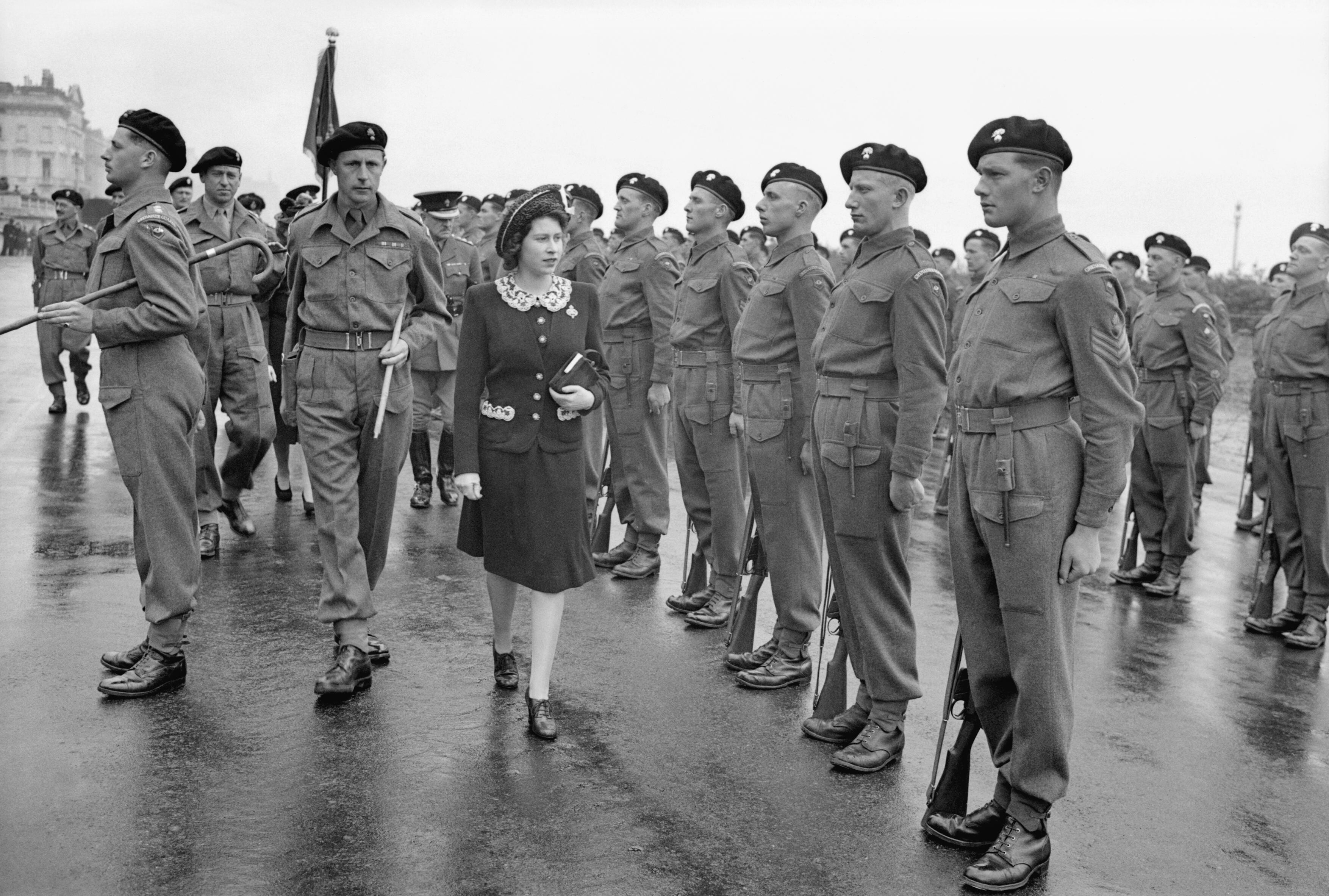
Принцеса Єлизавета інспектує почесну варту під час королівського візиту до 5-ї гвардійської бронетанкової бригади в Гоув, 17 травня 1944 року

### Після Другої світової війни
У червні 1945 року, після закінчення бойових дій, 2-й і 4-й батальйони відмовилися від своїх танків і повернулися до піхотної ролі. На той час полк повернувся до трьох батальйонів, 4-й і 5-й батальйони були розформовані разом із 6-м, який був виключений зі складу ще до закінчення війни. Спочатку полк виконував окупаційні обов'язки в Німеччині, проте 3-й батальйон невдовзі був відправлений до Палестини, де він намагався підтримувати мир до травня 1948 року, коли його замінив 1-й батальйон. Подальші розгортання відбулися в Малайї в 1948 році, Триполі в 1951 році та на Кіпрі в 1956 році. У 1960 році, незабаром після повернення з Кіпру, 3-й батальйон востаннє брав участь у параді і згодом був переведений у стан очікування. Щоб зберегти звичаї та традиції батальйону, одна з його рот, рота Інкермана, була включена до складу 1-го батальйону.
З середини 1960-х років 1-й і 2-й батальйони були розгорнуті в Африці, Південній Америці та Північній Ірландії, де вони виконували миротворчі обов'язки. Вони також виконували обов'язки в складі сил НАТО, що дислокувалися в Німеччині під час холодної війни.

### XXI століття

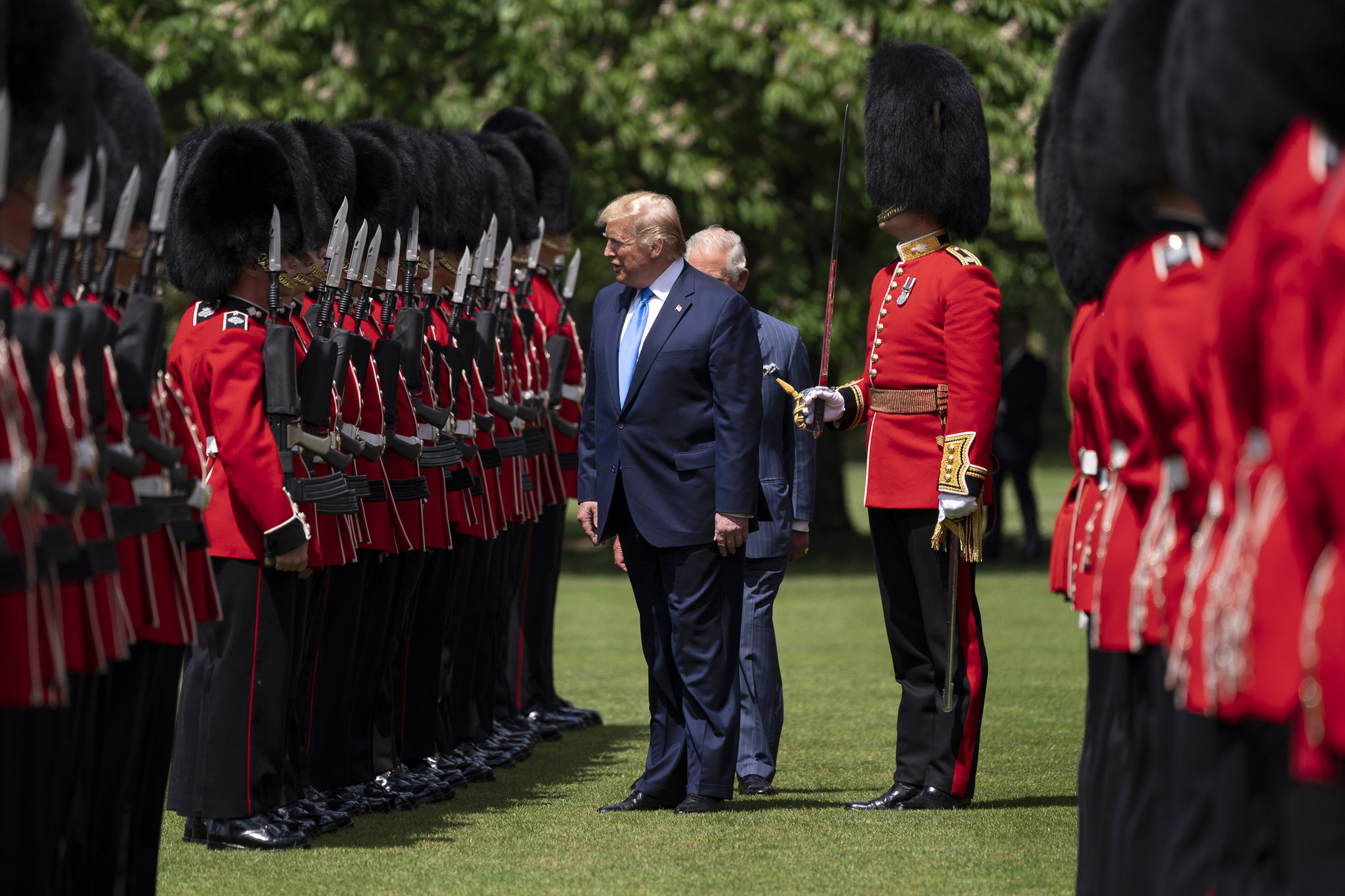
Президент США Дональд Трамп і тодішній принц Уельський оглядають роту Nijmegen Гренадерської гвардії в саду Букінгемського палацу, червень 2019 року

У 2002 році 1-й батальйон був відправлений у Афганістан у межах Операції «Херрік», а у 2003 році брав участь у Операції «Телік» в Іраку.
Станом на 2014 рік новобранці Гвардійської дивізії проходять інтенсивний 30-тижневий курс підготовки в Інфантерійному навчальному центрі (ITC). Ця підготовка на два тижні довша, ніж у регулярних лінійних піхотних полках Британської армії. Додаткові тренування протягом усього курсу присвячені стройовій підготовці та церемоніалам.
У 2012 році капрал Джеймс Ашворт з Гренадерської гвардії був посмертно нагороджений Хрестом Вікторії за героїзм у провінції Гільменд, Афганістан.
У 2020 році, під час пандемії COVID-19, члени полку надавали допомогу Національній службі охорони здоров’я Великої Британії у тестуванні пацієнтів на COVID-19, а також забезпечували контрольно-пропускні пункти по всьому Лондону у співпраці з Королівським англійським полком.

## Бойові почесті

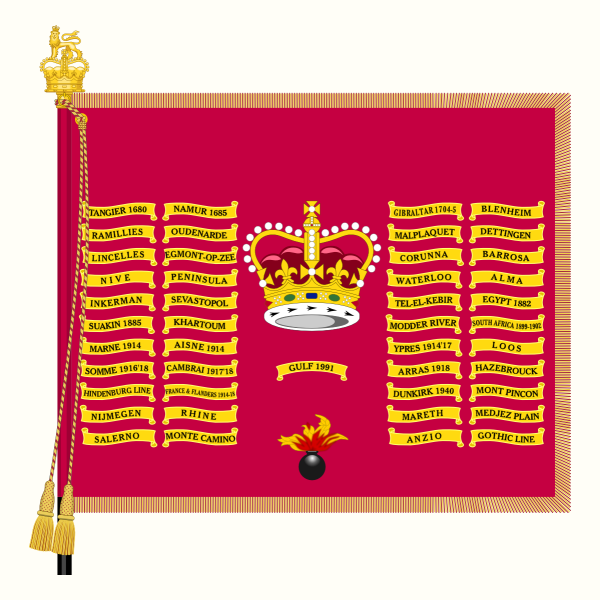
Королівський прапор 1-го батальйону гренадерської гвардії. На відміну від полків лінійної піхоти, королівські прапори полків пішої гвардії є малиновими, а їхні полкові прапори базуються на Юніон Джеку. Полки пішої гвардії також прикрашають однакові почесті (з усіх конфліктів, включаючи обидві світові війни) на обох прапорах.

1-й полк пішої гвардії отримав 78 бойових почестей, отримані за участь у ряді конфліктів, включаючи:
- Війна за іспанську спадщину (1701–1714), включаючи Ауденарде
- Війна за австрійську спадщину (1740–1748)
- Наполеонівські війни, включаючи Піренейська війна (1808–1814) та Битва при Ватерлоо (1815)
- Кримська війна (1854–1855)
- Єгипетська війна (1882)
- Суданські кампанії
- Друга англо-бурська війна (1889–1902)
- Перша світова війна (Західний фронт) (1914–1918)
- Друга світова війна (Північна Африка, Італія, Північно-Західна Європа) (1939–1945)
- Війна в Перській затоці (1990–1991)

## Полкова структура
У 1994 році в рамках реформ «Варіанти змін» гренадерська гвардія була скорочена до одного батальйону. 2-й батальйон був переведений у «стан очікування», а його прапори були передані на зберігання новоствореній незалежній роті, яка отримала назву «рота Неймегена». В результаті цього полк був скорочений до свого нинішнього складу: один повний батальйон, 1-й батальйон, що складається з трьох стрілецьких рот (Королівська рота, 2-а рота та рота Інкермана), роти підтримки та штабної роти, і одна незалежна рота, рота Неймегена, що базується у Веллінгтонських казармах, Лондон. Королева, як головний полковник, вручила нові прапори роті Неймегена в 2013 році.
Після комплексного огляду рота G (гвардійська), Лондонський полк, що базується в Кінгстон-на-Темзі, була перейменована на роту Іпра, гренадерська гвардія.

### Королівська рота
«Королівська рота» (або «Рота королеви», коли монарх — жінка, або «Рота суверена» в цілому) гренадерської гвардії є головним церемоніальним підрозділом полку та одним з найстаріших військових підрозділів в армії. Вона традиційно надає носіїв труни для всіх покійних монархів, зовсім недавно на державному похороні Єлизавети II у 2022 році. Вони відіграли роль у коронації Карла III та Камілли, де була присутня кольорова група у Вестмінстерське абатство. Усі солдати в роті мають зріст понад шість футів.
Король є командиром Королівської роти, а виконавчі повноваження щодо щоденного управління ротою делегуються «капітан-лейтенанту» (або просто «капітану»), причому за весь час було 100 капітанів, які очолювали роту від імені суверенів. Королівський штандарт роти дарується монархом і тепер виставляється лише в присутності суверена. У 1656 році король Карл II видав перший прапор роті, і з тих пір кожен монарх дарував своїй роті власний королівський штандарт лише один раз за своє правління, за винятком короля Георга II, чий прапор у 1709 році був розстріляний на шматки в битві при Мальплаке, і згодом замінений наступного року. У квітні 2023 року король Карл III подарував новий королівський штандарт з його шифром і короною Королівській роті.

## Головні полковники

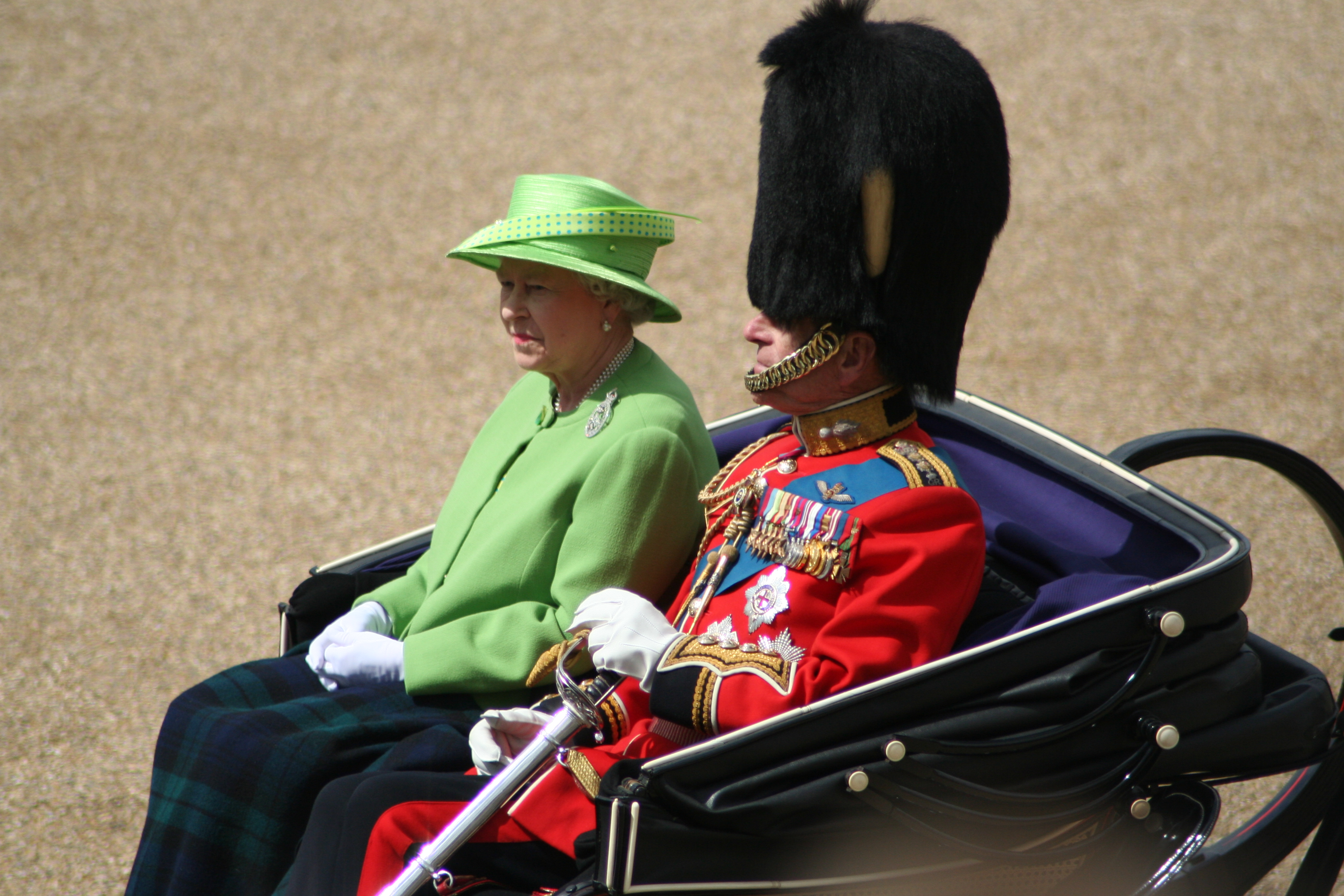
Попередній головний полковник полку Єлизавета II, з Філіп, герцог Единбурзький у 2007 році

Король Едуард VII прийняв головне полковництво полку після свого вступу на престол, і наступні монархи також були головними полковниками.
- 1901–1910: Король Едуард VII[52]
- 1915–1936: Король Георг V
- Січень 1936–грудень 1936: Король Едуард VIII
- 1936–1952: Король Георг VI
- 1952–2022: Королева Єлизавета II[53]
- 2022–донині: Король Карл III[54]

## Полковники полку
Нижче наведено список осіб, які обіймали посаду полковника полку:
- 1656–1660: Генерал-майор Томас Вентворт, 5-й барон Вентворт
- 1660–1681: Полковник Джон Рассел
- 1681–1688: Генерал-майор Генрі Фіцрой, 1-й герцог Ґрафтон
- 1688: Едвард Лі, 1-й граф Лічфілд
- 1688–1689: Генерал-майор Генрі Фіцрой, 1-й герцог Ґрафтон
- 1689–1690: Генерал-лейтенант Генрі Сідні, 1-й граф Ромні
- 1690–1693: Генерал-лейтенант Шарль де Шомберг, 2-й герцог Шомберг
- 1693–1704: Генерал-лейтенант Генрі Сідні, 1-й граф Ромні
- 1704–1712: Генерал Джон Черчилль, 1-й герцог Мальборо
- 1712–1714: Генерал Джеймс Батлер, 2-й герцог Ормонд
- 1714–1722: Генерал Джон Черчилль, 1-й герцог Мальборо
- 1722–1726: Генерал-лейтенант Вільям Кадоган, 1-й граф Кадоган
- 1726–1742: Генерал сер Чарльз Віллс
- 1742–1757: Генерал Вільям Август, герцог Камберлендський
- 1757–1770: Фельдмаршал Джон Лігоньє, 1-й граф Лігоньє
- 1770–1805: Фельдмаршал Принц Вільям Генрі, герцог Глостер і Единбург
- 1805–1827: Фельдмаршал Фредерік, герцог Йоркський
- 1827–1852: Фельдмаршал Артур Веллслі, 1-й герцог Веллінгтон
- 1852–1861: Фельдмаршал Принц Альберт Саксен-Кобург-Готський
- 1861–1904: Фельдмаршал Принц Джордж, герцог Кембриджський
- 1904–1942: Фельдмаршал Принц Артур, герцог Коннаутський і Стратернський
- 1942–1952: Принцеса Єлизавета, герцогиня Единбурзька
- 1952–1960: Генерал Джордж Джеффріс, 1-й барон Джеффріс
- 1960–1975: Генерал-майор сер Аллан Адер
- 1975–2017: Фельдмаршал Принц Філіп, герцог Единбурзький
- 2017–2022: Віце-адмірал Принц Ендрю, герцог Йоркський
- 2022–донині: Королева Камілла

### Полковники-лейтенанти полку
Протягом багатьох років кожним полком пішої гвардії командував полковник (з історичних причин його називали підполковником). У 1980-х роках, коли армія скоротилася, було вирішено, що ця роль більше не виправдовує призначення повного полковника, тому в 1986 році був призначений підполковник, але в 1989 році призначення штатних офіцерів для командування кожним полком припинилося.

## Традиції та звичаї

### Одяг
Як частина Гвардійської дивізії, гренадерська гвардія має ряд традиційних обов'язків. Вони є одними з п'яти полків пішої гвардії, і як такі, вони носять характерний червоний мундир і ведмежу шапку. Традиційно ґудзики на їхніх мундирах розташовані рівномірно, по одному, і вони носять білий плюмаж з лівого боку ведмежої шапки.
Коли вони виконують оперативні обов'язки, гренадерська гвардія носить багатокамерний камуфляжний одяг (MTP).

### Марші
Кожен полк Гвардійської дивізії має свої власні традиційні марші. Для гренадерської гвардії це:
Швидкий марш: «Британські гренадери»
Повільний марш: «Сципіон»

### Союзні полки
- Військово-морські сили Великої Британії – HMS Illustrious (until 2014)
- Військово-морські сили Великої Британії – HMS Queen Elizabeth[57]
- Канада – Канадська гренадерська гвардія[58]
- Австралія – 1-й батальйон Королівського австралійського полку